# William Kapell
William Kapell (20 de septiembre de 1922-29 de octubre de 1953) fue un pianista estadounidense y artista de grabación, fallecido a la edad de 31 años en un accidente de un avión comercial de regresar de una gira de conciertos en Australia.

## Biografía
William Kapell nació en Nueva York el 20 de septiembre de 1922 y creció en el barrio este de Yorkville, Manhattan, donde sus padres eran propietarios de una librería en Lexington Avenue. Su padre era de ascendencia hispano-rusa y su madre de ascendencia polaca. Dorothea Anderson La Follette (la esposa de Chester La Follette) conoció a Kapell en la Third Street Music School y se convirtió en su maestra dándole lecciones varias veces a la semana en su estudio en West 64th Street. Kapell estudió más tarde con la pianista Olga Samaroff, exesposa del director Leopold Stokowski, en la Juilliard School.
Kapell ganó su primer concurso a la edad de diez años y recibió como premio una cena de pavo con el pianista valenciano José Iturbi. En 1941, ganó la competencia juvenil de la Orquesta de Filadelfia, así como el prestigioso Premio Naumburg. Al año siguiente, la Fundación Walter W. Naumburg patrocinó el debut en Nueva York del pianista de 19 años, un recital que le valió el Premio del Ayuntamiento por el destacado concierto del año de un músico menor de 30 años. Inmediatamente firmó un contrato de grabación en exclusiva con RCA Victor.
Kapell alcanzó la fama cuando tenía poco más de veinte años, en parte como resultado de sus interpretaciones del Concierto para piano de Aram Khachaturian. Su estreno mundial en 1946 de la pieza con Serge Koussevitzky y la Boston Symphony Orchestra fue un éxito de ventas. Finalmente, se asoció tanto con el trabajo que se le refería en algunos círculos como "Khachaturian Kapell". Además de su emocionante pianismo y sus estupendas dotes técnicas, la buena apariencia de Kapell y su mata de cabello negro e ingobernable lo ayudaron a convertirse en un éxito entre el público.
A fines de la década de 1940, Kapell recorrió Estados Unidos, Canadá, Europa y Australia con inmensos aplausos y fue considerado como el más brillante y audaz de su generación de jóvenes pianistas estadounidenses. El 18 de mayo de 1948, se casó con Rebecca Anna Lou Melson, con quien tuvo dos hijos. Ella misma era una buena pianista, después de haber sido alumna de Sergei Tarnowsky, el maestro de Vladimir Horowitz.
Al principio, hubo una tendencia a encasillar a Kapell como intérprete de un repertorio llamativo. Si bien su técnica fue excepcional, era un músico profundo y versátil, y era muy impaciente con lo que consideraba música superficial o descuidada. Su propio repertorio fue muy diverso, abarcando obras de J. S. Bach a Aaron Copland, quien tanto admiraba las interpretaciones de Kapell de su Sonata para piano, que estaba escribiendo un nuevo trabajo para él en el momento de la muerte del pianista. Kapell practicaba hasta ocho horas al día, haciendo un seguimiento de sus sesiones con un cuaderno y un reloj. También reservó un tiempo de su apretada agenda de conciertos para trabajar con los músicos que más admiraba, como Artur Schnabel, Pablo Casals y Rudolf Serkin. Kapell también se acercó a Arthur Rubinstein y Vladimir Horowitz (cuya casa adosada East 94th Street estaba diagonalmente al otro lado de la calle desde el apartamento de los Kapell) para recibir lecciones, pero se opusieron. Horowitz más tarde comentó que no había nada que pudiera haberle enseñado a Kapell.
De agosto a octubre de 1953, Kapell recorrió Australia, tocando 37 conciertos en 14 semanas, apareciendo en Sídney, Brisbane, Melbourne, Bendigo, Shepparton, Albury, Horsham y finalmente en Geelong.
Los herederos de Kapell demandaron a BCPA, Qantas (que había adquirido BCPA en 1954), y BOAC (que fue acusada de haber vendido a Kapell el billete). En 1964, más de diez años después de la caída, la viuda y sus dos hijos fueron resarcidos con 924.396 dólares en daños y perjuicios. La indemnización fue anulada en la apelación, en 1965.

## Concurso y Festival Internacional de Piano Kapell
En 1986, la competencia de piano de la Universidad de Maryland pasó a llamarse Concurso Internacional de Piano William Kapell en honor de Kapell. Se convirtió en cuatrienal en 1998 y actualmente se lleva a cabo en el Clarice Smith Performing Arts Center de la universidad.

## Grabaciones
En 1944, Kapell firmó un contrato exclusivo de grabación con RCA Victor. Muchas de sus grabaciones se editaron originalmente como registros de 78 RPM. Algunos se emitieron en LP, pero en 1960, todas las grabaciones comerciales de Kapell estaban agotadas. RCA Victor volvió a editar el Concierto para piano No. 2 de Beethoven y el Concierto para piano n.º 3 de Prokófiev en LP a principios de los años setenta. Durante décadas, copias piratas de las grabaciones comerciales y grabaciones sin licencia de actuaciones "en vivo" circularon entre los coleccionistas.
En la década de 1980, RCA Victor lanzó dos discos compactos de las grabaciones de Kapell, incluidos el Concierto de Khatchaturian y el Concierto para piano n.º 3 Prokófiev, y un disco totalmente de Chopin.
Una caja de nueve CD publicada por RCA Victor en 1998 contiene las grabaciones autorizadas completas de Kapell, incluidas las interpretaciones de las mazurcas y sonatas de Chopin, así como los conciertos de Rajmáninov, Prokófiev y Jachaturián. También tiene muchas obras menos conocidas, algunas de ellas primeros lanzamientos, incluidos los preludios de Shostakóvich, las sonatas Scarlatti y la Sonata para piano de Copland. El set se vendió notablemente bien en todo el mundo y llevó el trabajo de Kapell a una nueva audiencia.
En 2004, una serie de grabaciones realizadas durante la última gira australiana de William Kapell fueron devueltas a su familia. [16] Estos registros fueron lanzados por RCA Victor en 2008 como Kapell redescubierto. Contienen varias interpretaciones previamente desconocidas de la Suite bergamasque de Debussy, la Barcarole, op. 60, de Chopin y el Scherzo n.º 1 en si menor, op. 20, y la Sonata n.º 7 de Prokófiev, op. 83.